# Grootzand (Sneek)
Het Grootzand is een van de belangrijkste kades en grachten in de binnenstad van Sneek. De naam is een verbastering van het woord zaan of sont, een nauwe doorgang tussen bredere wateren.
De gracht liep aanvankelijk van het Hoogend tot de Neltjeszijl in de Hemdijk, en later tot het Schaapmarktplein. Hij was tot eind 20e eeuw bevaarbaar, maar is nu afgesloten voor boten. Het water was voorheen veel breder, zodat ook skûtsjes en brede schepen de binnenstad aan konden doen. De kades van het Grootzand doen (nog altijd) dienst als locatie voor een warenmarkt.
Aan het Grootzand staat een groot aantal rijksmonumenten, waaronder de nummers 32, 34 en 85 ('t Huys Grootsandt). Het Fluithuis, op de hoek met het Hoogend heeft een zijgevel aan het Grootzand. De panden Grootzand 3-5 zijn deels een gemeentelijk monument vanwege het ontwerp door Geert Stapenséa.

## Trivia
In 1962 werd aan het Grootzand de eerste supermarkt van Poiesz Supermarkten geopend.